# Bothriocephalidea
Bothriocephalidea je řád tasemnic (Cestoda). Taxon vznikl vyčleněním z původního řádu Pseudophyllidea. Definitivním hostitelem jsou ryby. Mezi známé rody patří Bothriocephalus.